# Família é Tudo
Família é Tudo är en brasiliansk telenovela som sändes på TV Globo från 2024, Arlete Salles, Nathalia Dill, Juliana Paiva, Thiago Martins, Isacque Lopes, Ramille, Renato Góes, Raphael Logam och Jayme Matarazzo i huvudrollerna.

## Rollista (i urval)
- Arlete Salles som Frida Mancini and Catarina Mancini Galindo[4][5]
- Nathalia Dill som Vênus Mancini[6]
  - Bruna Negendank som Unga Vênus[7]
- Juliana Paiva som Electra Mancini[8]
- Thiago Martins as Júpiter Anchieta Mancini[9]
- Isacque Lopes som Plutão Mancini[10]
  - Gael Santos som Unga Plutão[11]
- Ramille som Andrômeda Mancini[12]
  - Lunna Beatriz som Unga Andrômeda[13]
- Raphael Logam som Hans Mancini Galindo[14]
- Renato Góes som Tomás Monteiro "Tom"[15]
- Jayme Matarazzo som Luca Baggio[16]
- Paulo Lessa som Netuno[17]
- Ana Hikari som Mila
- Lucy Ramos som Paulina Monteiro[18]
- Rafa Kalimann som Jéssica de Osma[19]
- Daphne Bozaski som Lupita Maria Del Rosario Sanchez Perez de La Cruz[20]
- Daniel Rangel as Augusto do Nascimento "Guto"[21]
- Gabriel Godoy som Francisco do Nascimento "Chicão"[22]
- Henrique Barreira som Murilo Baggio[23]
- Sérgio Malheiros som Ernesto Garcia[18]
- Grace Gianoukas som Leda Anchieta Mancini[24]
- Cris Vianna som Lulu Mancini[25]
- Ana Carbatti som Fernanda Mancini "Nanda"[26]
- Alexandra Richter som Brenda Monteiro[27]
- Jayme Periard som Ramón Monteiro[28]
- Conrado Caputto som Enéas[23]
- Cristina Pereira som Marieta Calando[29]
- Caio Vegatti som Max[30]
- Aisha Moura som Nicole[30]
- Nina Frosi som Bia
- Mila Carmo som Chantal Grecco[31]
- Caio Giovani som Wilson Fernandes
- Claudio Torres Gonzaga som Furtado
- Alan Oliveira som Babbo[32]
- Guilherme Canellas som Haroldinho
- Aleh Silva as Kleberson
- Antônio Caramelo som Pudim Monteiro[33]
- Sophia Rosa som Laurinha Monteiro
- Heloísa Storani som Eva